# Циганський джаз
Циганський джаз (теж знаний як Gypsy jazz та циганський свінг) — це різновид джазу. Імовірно, що цю назву впровадив гітарист Джанго Рейнарт у 1930-х роках.:10–13 Оскільки значною мірою він сформувався у Франції, він також відомий як «джаз-мануш», у тому числі в джерелах англійською мовою. Джанго був найважливішим серед циганських гітаристів у районі Парижа, які виконували цю музику в період 1930-х і 1950-х років. У цю групу також залучають братів Baro, Sarane i Matelo Ferret, а також брата самого Рейнарта, Joseph "Nin-Nin" Reinhardt.:60–63
Чимало музикантів цього стилю грали в Парижі у різних популярних ансамблях з волинкою. Вальс з волинкою став важливою складовою репертуару циганського джазу. Рейнхардт вирізнявся поєднанням темної, хроматичної циганської артикуляції, з тогочасним свінгом. Найвідоміший гурт Рейнхардта Quintette du Hot Club de France також привів до великої популярності скрипаля Стефана Граппеллі.